# San (Kreis)

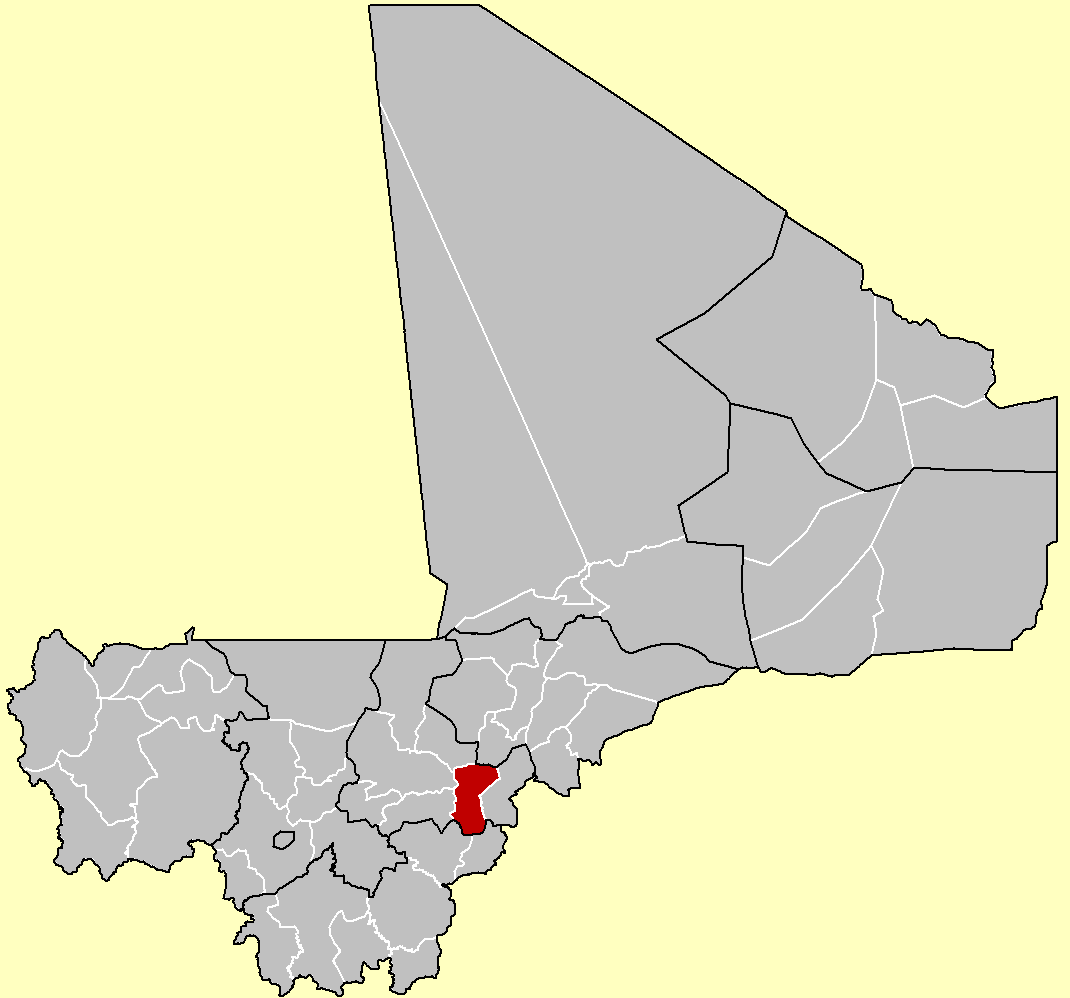
Kreis San

San ist der Name eines Kreises (franz. cercle de San) in der Region Ségou in Mali.
Der Kreis teilt sich in 25 Gemeinden, die Einwohnerzahl betrug beim Zensus 2009 334.911 Einwohner. (Zensus 2009)
Gemeinden: San (Hauptort), Baramandougou, Dah, Diakourouna, Diéli, Djéguéna, Fion, Kaniégué, Karaba, Kassorola, Kava, Moribila, N'Goa, Niamana, Niasso, N'Torosso, Ouolon, Siadougou, Somo, Sourountouna, Sy, Téné, Ténéni, Tourakolomba, Waky.